# ريتشارد يوجين نيسبيت
ريتشارد يوجين نيسبيت (بالإنجليزية: Richard Eugene Nisbett)‏ (مواليد 1941) هو ثيودور م. نيوكومب أستاذ جامعي متميز في علم النفس الاجتماعي والمدير المشارك لبرنامج الثقافة والإدراك في جامعة ميشيغان في آن آربر. اهتمت أبحاث  نيسبيت بالإدراك الاجتماعي، والثقافة، والطبقة الاجتماعية، والشيخوخة. حصل على درجة الدكتوراه. من جامعة كولومبيا ، حيث كان مستشاره ستانلي شاشتر، الذي كان من بين طلابه الآخرين في ذلك الوقت لي روس وجوديث رودين.